# Les Lilas
Les Lilas je vzhodno predmestje Pariza in občina v  departmaju Seine-Saint-Denis osrednje francoske regije Île-de-France. Leta 1999 je imelo naselje 20.226 prebivalcev.

## Geografija
Les Lilas leži na griču Belleville ob meji s pariško občino, na severozahodu meji na Le Pré-Saint-Gervais, na severu na Pantin, na vzhodu na Romainville, na jugu pa na Bagnolet. 

## Administracija
Les Lilas je sedež istoimenskega kantona,  v katerega je poleg njegove vključena še občina Le Pré-Saint-Gervais s 36.603 prebivalci. Kanton je sestavni del okrožja Bobigny.

## Zgodovina
Občina Les Lilas (španski bezeg) je bila ustanovljena 24. julija 1867 z združitvijo delov ozemelj občin Bagnolet, Pantin in Romainville.